# Trujillo (Honduras)
Trujillo ist der Ort, an dem Christoph Kolumbus im Laufe seiner vierten und letzten Reise in die Neue Welt am 14. August 1502 zum ersten Mal einen Fuß auf das amerikanische Festland setzte. Diesem Ort, im Norden des heutigen Honduras gelegen, gab Kolumbus den Namen Punta de Caxinas.
Die heutige Gemeinde Trujillo liegt im Departamento Colón und ist dessen Hauptstadt. 2016 lebten in der Gemeinde 63.622 Menschen.

## Geschichte
Die neuzeitliche Geschichte des Ortes beginnt im Jahr 1524, kurz nach den Eroberungen des Hernán Cortés im heutigen Mexiko. Cortés sandte Cristóbal de Olid in diese Region, um dort einen spanischen Außenposten zu errichten, dem de Olid den Namen Triunfo de la Cruz gab. In diesem Ort, in der näheren Umgebung des heutigen Trujillo gelegen, versuchte de Olid seine eigenen Ideen umzusetzen, bis Cortés Francisco de Las Casas beauftragte, de Olid niederzuschlagen, was ihm gelang. Las Casas ließ den Ort an seine heutige Position verlegen, wo ein größerer natürlicher Hafen vorliegt, und gab ihm den heutigen Namen nach seinem spanischen Geburtsort.
Unter spanischer Kontrolle war Trujillo Honduras’ Hauptstadt. Im 17. Jahrhundert durchlitt Trujillo eine Serie von schweren Pirateneinfällen – in dieser Zeit wurde die Stadt mehrfach zerstört. 1821, mit der Unabhängigkeit des honduranischen Staates, verlor Trujillo seinen Status als Hauptstadt des Landes an Comayagua. 1860 war Trujillo Exekutionsort von William Walker, der 1856 bis 1857 Präsident des benachbarten Nicaragua war und dessen Grab in Trujillo heute eine touristische Attraktion darstellt.
Seit 1987 ist die Stadt Sitz des römisch-katholischen Bistums Trujillo in Honduras. Die Kathedrale San Juan Bautista ist Johannes dem Täufer geweiht.